# ティエリー・トグルドーの憂鬱
『ティエリー・トグルドーの憂鬱』（ティエリー・トグルドーのゆううつ、原題：La Loi du marché、英題：The Measure of a Man）は、2015年公開のフランスのドラマ映画。
ステファヌ・ブリゼが監督した本作は、2015年カンヌ国際映画祭のパルム・ドール候補に選出された。カンヌではヴァンサン・ランドンが男優賞を受賞し、エキュメニカル審査員賞から特別表彰された。

## あらすじ
工場労働者としての職を失い、18ヶ月間失業中のティエリーは、51歳にして、スーパーマーケットの警備員として再就職することになる。しかし、上司から同僚を監視することを命じられてしまう。

## キャスト

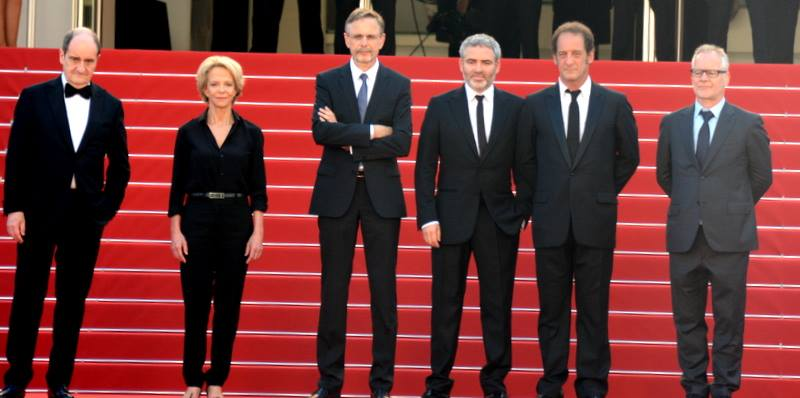
2015年カンヌ国際映画祭に参列した関係者たち

- ティエリー・トグルドー - ヴァンサン・ランドン
- Employment agency counsellor - Yves Ory
- ティエリーの妻 - Karine De Mirbeck
- ティエリーの息子 - Matthieu Schaller
- Union colleague - Xavier Mathieu
- Dance teacher - Noël Mairot
- banker - Catherine Saint-Bonnet

## 評価

### 批評家による評価

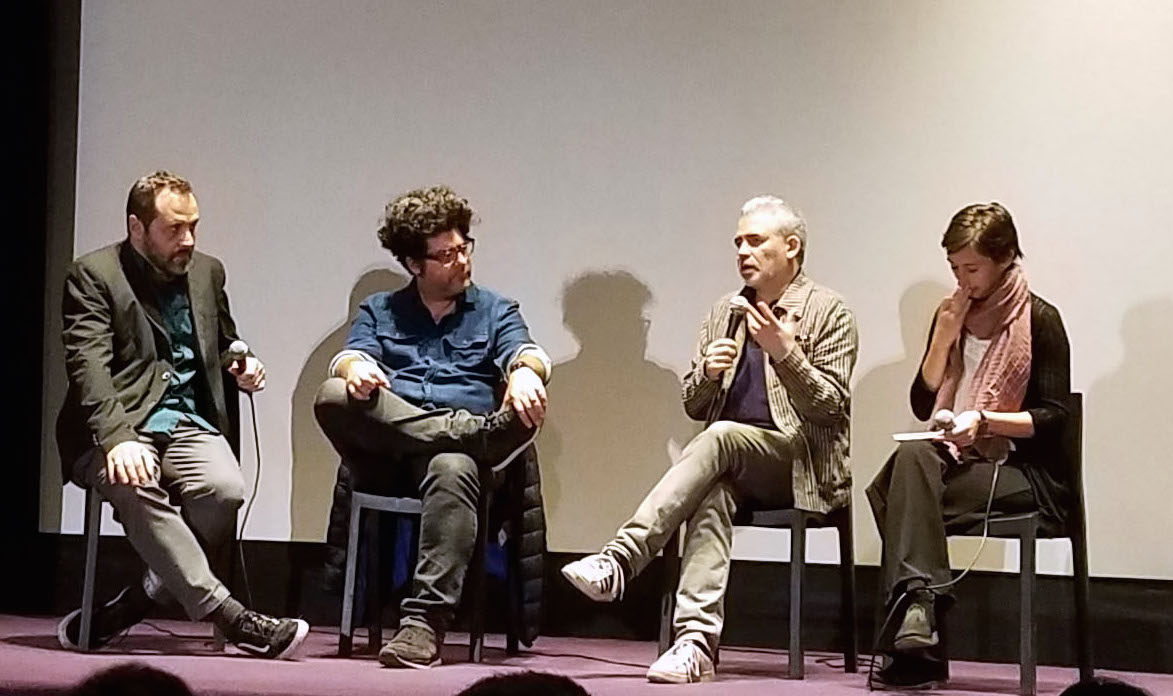
2019年、ブエノスアイレスで行われた『ティエリー・トグルドーの憂鬱』の上映会に登壇したステファヌ・ブリゼ（右から2人目）

レビュー収集サイトのRotten Tomatoesでは、57件のレビューに基づく91％もの支持率から「新鮮保証」を認定され、平均評価7.4/10を記録している。同サイトのレビューにおけるコンセンサスでは、「『ティエリー・トグルドーの憂鬱』で、監督と共同脚本を担当したステファヌ・ブリゼは、ある男の悲痛な物語を、21世紀のグローバル経済における人生の小宇宙として美しく演出している」と評価している。
Metacriticでは、19人の評論家に基づく加重平均スコアが100点中74点と、「概ね好評」であることを示している。

### 受賞歴
| 賞/映画祭                        | 部門                                           | 候補                                 | 結果       |
| -------------------------------- | ---------------------------------------------- | ------------------------------------ | ---------- |
| Brussels Film Festival           | Audience Award                                 |                                      | 受賞       |
| Cannes Film Festival             | 男優賞                                         | ヴァンサン・ランドン                 | 受賞       |
| Cannes Film Festival             | Prize of the Ecumenical Jury - Special Mention |                                      | 受賞       |
| Cannes Film Festival             | パルム・ドール                                 |                                      | ノミネート |
| César Awards                     | Best Film                                      |                                      | ノミネート |
| César Awards                     | Best Director                                  | ステファヌ・ブリゼ                   | ノミネート |
| César Awards                     | Best Actor                                     | ヴァンサン・ランドン                 | 受賞       |
| Denver Film Festival             | Special Ensemble Acting Jury Award             | Cast of The Measure of a Man         | 受賞       |
| European Film Awards             | European Actor                                 | ヴァンサン・ランドン                 | ノミネート |
| ルイ・デリュック賞               | Best Film                                      |                                      | ノミネート |
| Lumières Awards                  | Best Actor                                     | ヴァンサン・ランドン                 | 受賞       |
| Prix Jacques Prévert du Scénario | Best Original Screenplay                       | ステファヌ・ブリゼ and Olivier Gorce | ノミネート |